# Batalla de Como
La batalla de Como tuvo lugar el 21 de marzo de 1796 cerca de la localidad lombarda de Como. Esta batalla, que tuvo lugar en el marco de las Guerras Revolucionarias Francesas, enfrentó a una división francesa al mando del general Charles Augereau contra un ejército austríaco que triplicaba sus fuerzas. 
A pesar de dicha superioridad, la resistencia francesa , sumada a la superioridad táctica del general Augereau y a la dificultosa geografía del terreno (que impidió el completo despliegue de las tropas austríacas), decantó la victoria hacia el bando francés. Las bajas fueron numerosas en ambos bandos y supusieron que más de la mitad de las tropas francesas cayeran en el enfrentamiento.

## Campaña y situación
En los inicios de 1796, la Francia Revolucionaria había planeado una gran ofensiva en distintos frentes: el Rin e Italia. Mientras los generales Moreau y Jordan caían sobre tierras germanas y El Tirol estaba a la vista, Bonaparte avanzaba en Italia. Capturó Milán y puso sitio a Mantua. Mientras tenía lugar el asedio, una división al mando del general Augereau se desplazó hacia Como (por órdenes directas de Bonaparte) para cortar los suministros a lo que quedaba del ejército austríaco. Desconocía, sin embargo, que desde Baviera se había desplazado rápidamente al lugar un respetable ejército austríaco bajo el mando de Carlos Felipe de Schwarzenberg.

## La batalla: movimientos y ataques

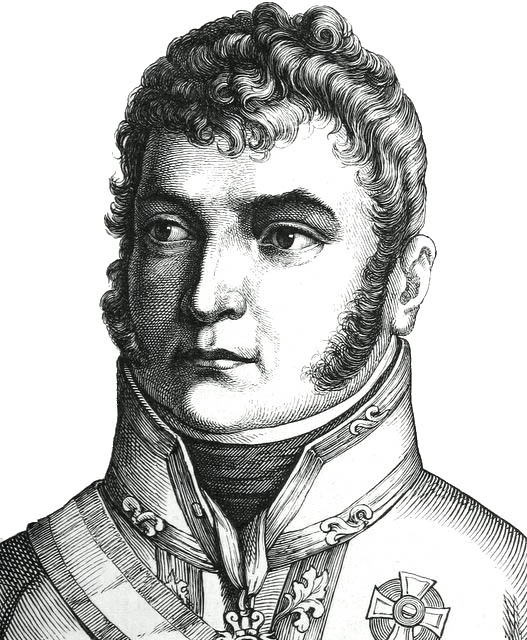
Carlos Felipe de Schwarzenberg, comandante en jefe austríaco.

La batalla aconteció en un terreno escarpado que dificultó el despliegue del ejército austríaco, lo que a la larga supuso su derrota. Las tropas francesas se dividieron en dos grupos distintos que debían apoyarse mutuamente. Los cazadores y los fusileros enfrentaron en flanco derecho austríaco durante varias horas hasta que el empuje y el mayor número de los austríacos les obligó a ceder terreno.
En el centro, dos regimientos de granaderos, una brigada de caballería y casi toda la artillería avanzaban sobre los austríacos. La situación se estabilizó tras dos contraataques. En aquel punto la batalla llegó a ser muy sangrienta: la caballería austríaca cargó varias veces contra las líneas francesas para tratar de silenciar la artillería que tantas bajas les estaba causando. La infantería gala se vio obligada a formar en cuadros, y a punto estuvieron los jinetes enemigos de hacerse con los cañones.
A esas cargas las siguieron ataques a la bayoneta calada que poco éxito tuvieron. La caballería francesa, hacia el mediodía, 
atacó el flanco izquierdo austríaco y logró destruir varias baterías de cañones. En un último intento 
de hacerse 
con la victoria, las tropas imperiales realizaron varios ataques contra el flanco derecho galo. Estos ataques causaron numerosas bajas en el bando francés, especialmente por el fuego artillero, pero finalmente fueron repelidos.

## Consecuencias
Estratégicamente la batalla no fue de gran importancia, pues Bonaparte tenía a los austríacos contra las cuerdas y la posición de Como no era esencial. Las bajas fueron elevadas en ambos bandos, llegando a ser del 60% de muertos en la caballería francesa. La retirada austríaca frustró cualquier intento de obligar al ejército francés a levantar el asedio a Mantua.